# 예캅필스구

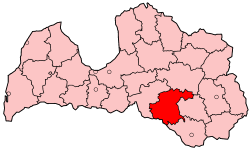
예캅필스 구의 위치

예캅필스구(라트비아어: Jēkabpils rajons)는 라트비아 남동부에 있던 구로 행정 중심지는 예캅필스이며 면적은 2,998km2, 인구는 53,473명(2002년 기준), 인구 밀도는 18명/km2이다. 3개 시와 21개 교구를 관할했으며 2009년에 실시된 행정 구역 개편에 따라 폐지되었다. 북쪽으로는 마도나 구, 서쪽으로는 아이스크라우클레 구, 동쪽으로는 프레일리 구, 다우가프필스 구와 인접해 있었으며 남쪽으로는 리투아니아와 국경을 접하고 있었다.